# Costasiella
Costasiella (лат.) — род морских безраковинных брюхоногих моллюсков семейства Costasiellidae. Типовой вид Costasiella virescens Pruvot-Fol, 1951.
Costasiella обладают некоторыми специфическими характеристиками, такими как гладкие ринофоры, обычно простые с тупыми кончиками и уплощенные у основания. Другие особенности включают закругленные, щупальцевидные передние углы ноги, лопатообразной формы для повышения подвижности, и лезвиевидные радулярные зубы с короткими основаниями. Большинство представителей рода можно найти в тропических и субтропических регионах западной части Тихого океана. Обитают в основном на мягких, илистых отложениях вдоль приливно-отливных зон. Их рацион варьирует от вида к виду, но в целом они потребляют различные типы зеленых водорослей, чаще всего Vaucheria и Avrainvillea.

## Виды
По данным World Register of Marine Species, на декабрь 2024 года род включает 17 видов:
- Costasiella arenaria K. R. Jensen, Krug, Dupont & Nishina, 2014
- Costasiella coronata Swennen, 2007
- Costasiella formicaria (Baba, 1959)
- Costasiella fridae Fernández-Simón & Moles, 2023
- Costasiella illa (Er. Marcus, 1965)
- Costasiella iridophora Ichikawa, 1993
- Costasiella kuroshimae Ichikawa, 1993
- Costasiella mandorahae K. R. Jensen, 1997
- Costasiella nonatoi Ev. Marcus & Er. Marcus, 1960
- Costasiella ocellifera (Simroth, 1895)
- Costasiella pallida K. R. Jensen, 1985
- Costasiella patricki Espinoza, DuPont & Á. Valdés, 2014
- Costasiella paweli Ichikawa, 1993
- Costasiella rubrolineata Ichikawa, 1993
- Costasiella usagi Ichikawa, 1993
- Costasiella vegae Ichikawa, 1993
- Costasiella virescens Pruvot-Fol, 1951